# Guilherme Litran
Guillermo Litrán y Cassinello, conhecido no Brasil como Guilherme Litran (Almeria, 1840 — Pelotas, 13 de agosto de 1897) foi um pintor, desenhista, fotógrafo e professor espanhol ativo no Brasil.

## Biografia
Guillermo Litrán y Cassinello nasceu em 1840 em Almeria, na Espanha, filho de Enrique Litrán e María Cassinello. Sua mãe era descendente de uma família de comerciantes oriunda de Gênova, na Itália, que fez fortuna após radicar-se em Almeria no início do século XIX. Seu irmão José Litrán Cassinello foi comerciante, grão mestre maçom da Loja Provincial nº 10, conselheiro supranumerário do Grande Conselho Geral Ibérico, e desempenhou um papel destacado no movimento republicano radical almeriense no final do século XIX, sendo membro do comitê municipal em 1886, em 1890 membro do comitê da Coalizão Republicana da Imprensa e em 1895 vogal da Junta Diretiva Provincial. Guilherme fez seus estudos iniciais em sua terra natal, e depois os completou em Portugal. Emigrando para o Brasil, residiu por algum tempo nas cidades de Campos e Rio de Janeiro.

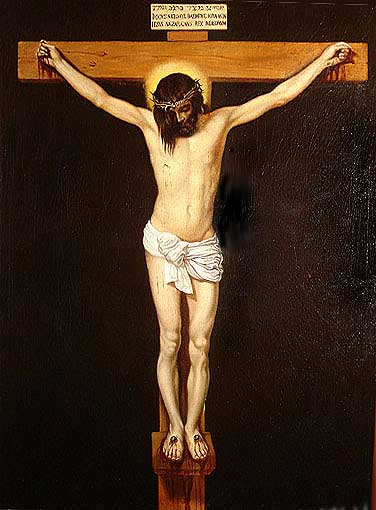
Cópia de um Cristo de Diego Velázquez.

Em 12 de dezembro de 1872, procedente do Rio, chegou a Rio Grande, no Rio Grande do Sul, passando a dirigir o estúdio fotográfico Águia da América na rua Uruguaiana, sendo chamado de "distinto artista fotográfico", com trabalhos que "recomendam-se pela perfeição". Em Rio Grande casou com Mathilde Tallone. Em torno de 1879 radicou-se em Pelotas, onde desenvolveu a maior parte de sua carreira e veio a falecer. É mais lembrado como pintor, desenhista e professor, muito apreciado na época pelos seus méritos artísticos e docentes e também por suas virtudes pessoais. Privilegiou os gêneros do retrato e da cena histórica, onde deixou suas obras mais importantes. Por muito tempo pretendeu se fixar em Porto Alegre, onde o mercado era muito maior, mas não chegou a realizar o desejo. No entanto, visitou a cidade em abril de 1896 para realizar uma pequena exposição na loja A Pelotense, na Rua da Praia, outras duas vezes no mesmo ano, e em 1897, quando entregou dois quadros à Santa Casa de Misericórdia. Recebeu críticas positivas dos jornais da capital.
Chegou a ser chamado de "magistral pintor histórico e retratista consumado", mas às vezes foram-lhe apontadas insuficiências técnicas e estéticas. A crítica recente é escassa sobre ele, Athos Damasceno foi seu primeiro e principal biógrafo e não nos transmite muito. Sua obra é irregular. Em seus melhores momentos, geralmente no campo do retrato, revelou-se um acadêmico competente, às vezes brilhante, especialmente se cotejado contra a relativa pobreza do contexto rio-grandense na época, mas em outros momentos abeira-se dos ingênuos. Algumas das muitas cópias que fez de quadros célebres alcançam um elevado requinte técnico. Essas cópias foram elogiadas na imprensa pelo seu papel educativo, pondo um público ainda inculto em contato com modelos magistrais.
Ele fez parte de uma notável geração de estrangeiros que foram pioneiros e acabaram como chefes de escolas em muitos ofícios e artes valiosos para o "progresso", tão almejado pela elite intelectual e política da época. Nas palavras de Damasceno, "na qualidade de professor de desenho e pintura, sabe-se haver exercido as funções com real proveito para a cidade, a cuja cultura, já então de nível apreciável, prestou úteis serviços, contribuindo expressivamente, como seu colega Frederico Alberto Trebbi, para o estímulo das vocações ali reveladas, o refinamento do gosto local e o maior interesse da sociedade pelotense pelas atividades artísticas". Faleceu na pobreza em Pelotas em 13 de agosto de 1897.

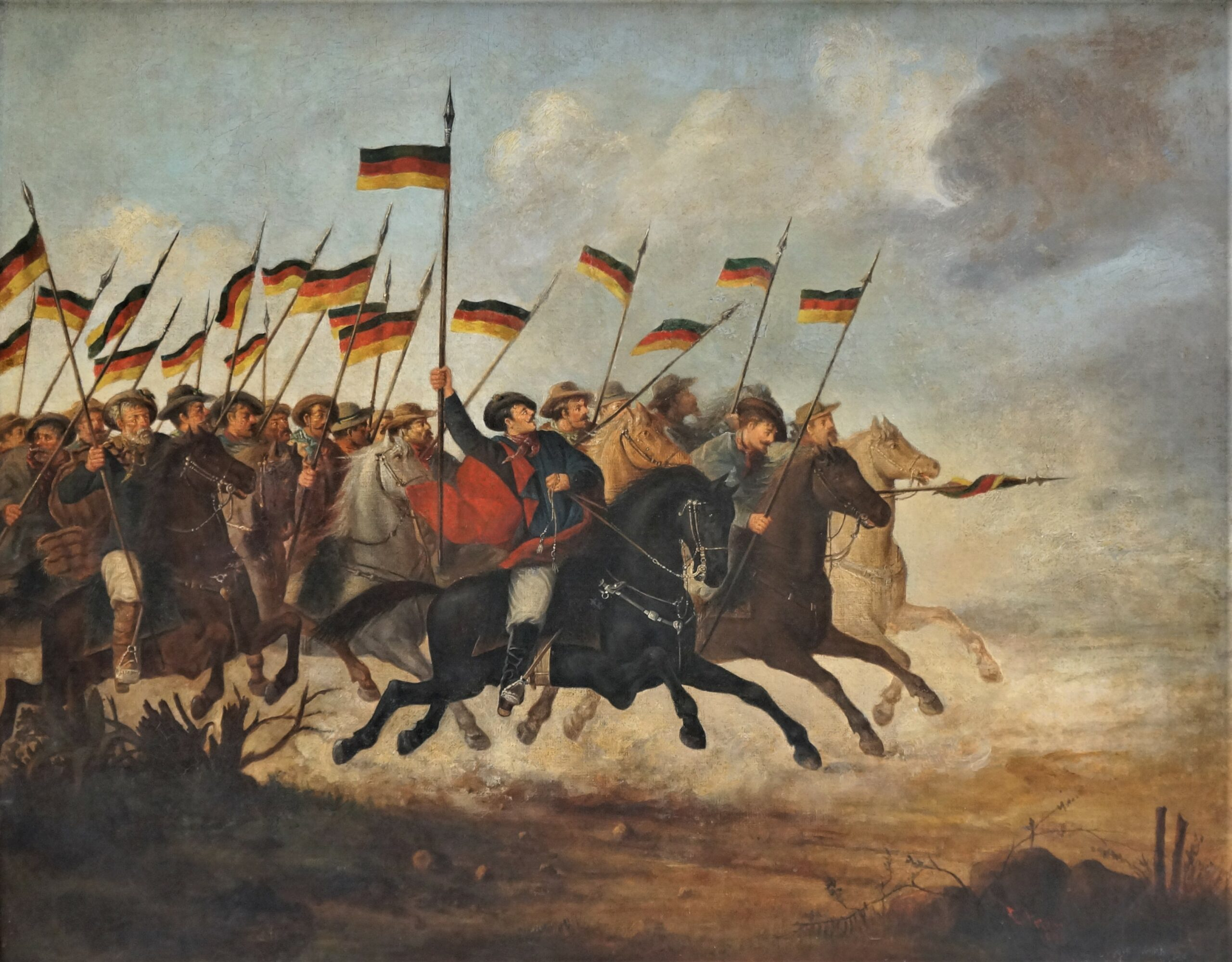
Carga de Cavalaria, óleo sobre tela, 1893. Acervo do Museu Júlio de Castilhos.

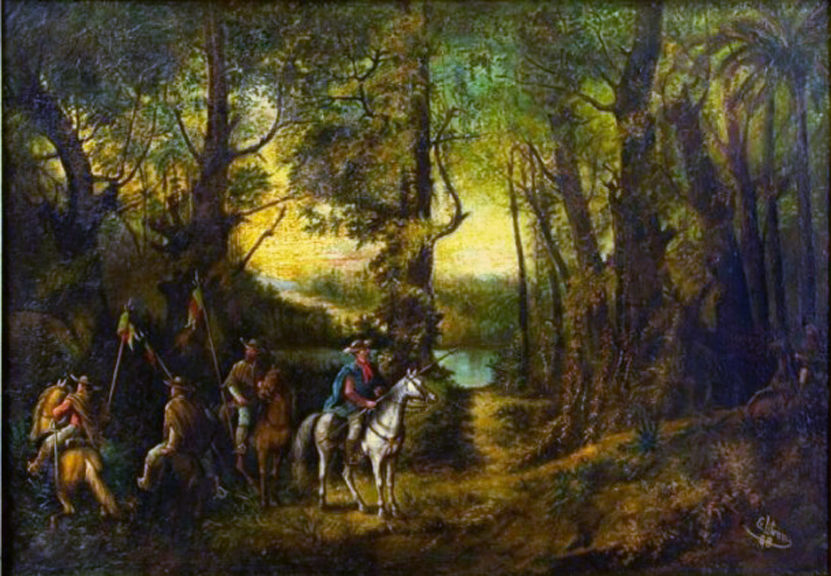
Guerra dos Farrapos (Emboscada). Acervo da Pinacoteca APLUB

Deixou retratos de importantes personalidades políticas, como o imperador D. Pedro II, Bento Gonçalves da Silva, o Barão de Arroio Grande, o Visconde da Graça, o General Osório, Antônio Joaquim Dias, o Conselheiro Francisco Antunes Maciel e o Cônego Augusto Siqueira Canabarro, entre outros. No gênero da pintura histórica destacam-se Guerra dos Farrapos (Emboscada), Revolta da Armada no Rio de Janeiro, Couraçado Aquibadan, Bombardeio, e sobretudo Carga de Cavalaria, pintada em 1893, que ilustra a 1ª Brigada de Cavalaria dos Farrapos, comandada pelo Coronel Antônio de Souza Netto, que em 10 de setembro de 1836 venceu a Batalha do Seival, em Bagé, contra o exército imperial. A vitória culminou, em 11 de setembro de 1836, na proclamação da República Rio-Grandense. A despeito das suas limitações, é uma das primeiras pinturas do gênero produzidas no Rio Grande do Sul, considerada um dos clássicos da iconografia estadual, e tem sido muito reproduzida em literatura relativa à Guerra dos Farrapos, em livros escolares e na imprensa.
Seu nome batiza uma rua e uma sala de exposições na Prefeitura de Pelotas. Tem obras em coleções particulares, no Museu de Arte do Rio Grande do Sul, no Museu Histórico Farroupilha, no Museu Joaquim Francisco do Livramento da Santa Casa, na Pinacoteca APLUB, e no Museu Júlio de Castilhos.
Foi casado com Mathilde Tallone, deixando os filhos Luiz Salvador, representante comercial do Laboratório Souza Soares e depois avaliador do Fôro de Pelotas; Carlos Guilherme, sócio da loja Parc Royal, representante comercial do Laboratório Souza Soares e membro da diretoria do Foot-Ball Club em Pelotas, casado com Francisca Giorgis; José, pecuarista em Bagé; Dolores (Lola), casada com o comerciante Gastão Fernandes Duval; Maria Isabel (Marieta), casada com o comerciante Leopoldo de Souza Soares, e Clarinda.